# Садху
Са́дху (sādhu IAST) — аскет або йог в індуїзмі (та в джайнізмі), який більш не прагне до здійснення трьох цілей життя індуїзму: ками (плотської насолоди), артхи (матеріального розвитку) і навіть дхарми (закону). Садху повністю присвячує себе досягненню мокші (звільнення) через медитацію і пізнання Брахми. Садху часто носить одяг кольору вохри, який символізує зречення. У індуїзмі і індійській культурі термін «садху» зазвичай є синонімом святої людини.

## Етимологія
Санскритський терміни sādhu («добродійна людина») і sādhvī («добродійна жінка») використовуються по відношенню до осіб, які відреклися від світу і зосередилися на духовній практиці. Ці слова походять від санскритського кореня sādh, який означає «досягти мети», «зробити прямим», або «здобути силу над чимось». Той же самий корінь використовується в слові садхана (sādhana IAST) — «духовна практика».

## Садху в сучасній Індії та Непалі

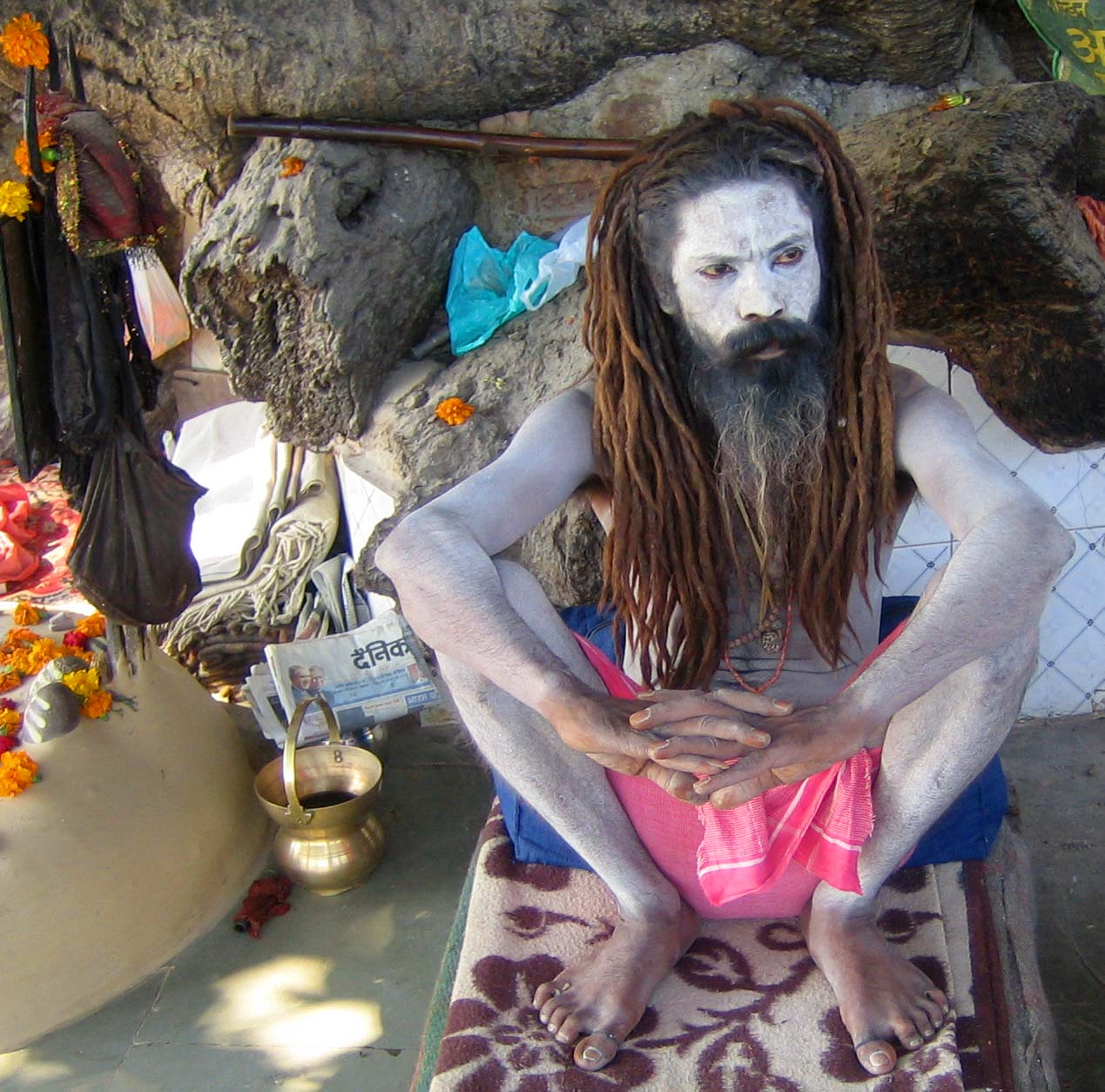
Садху в Харідварі, Індія.

Зазвичай садху — це ченці або мудреці, що відреклися від світу і відмовилися від матеріальної насолоди. Вони живуть в печерах, лісах або храмах-мандірах по всій Індії та Непалу.
Прості люди часто називають садху баба. Багатьма сучасними індійськими мовами, що виникли на основі санскриту, слово баба означає батько або дядько. Іноді до баба додається поважний суфікс джі — бабаджі.
Станом на 2007 рік, в Індії налічувалося від 4 до 5 млн садху. У сучасній Індії їм зазвичай чиниться велика пошана, люди почитають їх за святість і часто бояться їх проклять. Вважається, що своїми аскетичними практиками садху спалюють як свою карму, так і карму суспільства в цілому. Багато людей, що бачать у цьому їх користь суспільству, допомагають їм своїми пожертвуваннями. Шанобливе відношення до садху, проте, не є в Індії повсюдним. Як у історичному, так і в сучасному контексті, на садху часто дивилися і несхвально, особливо в середовищі міського населення. На сьогоднішній день, особливо в популярних місцях паломництва, багато жебраків, прикидаючись садху, заробляють таким чином собі на життя.
Для садху не існує загальних духовних практик. В індуїзмі існує величезна кількість шляхів до Брахми, шляхів духовного самовираження, яким і слідують різні групи садху. Деякі з них живуть багато років в горах як відлюдники, харчуючись лише фруктами. Інші ходять роками з рукою, піднятою над головою. Є і ті, хто палять коноплю й споглядають природу і присутність Брахми в кругах диму. Нага-баби — садху, це що живуть голими, з бородами і великими дредлоками. Агхорі — садху, що живуть в компанії з духами, часто на кладовищах.

## Релігійні течії

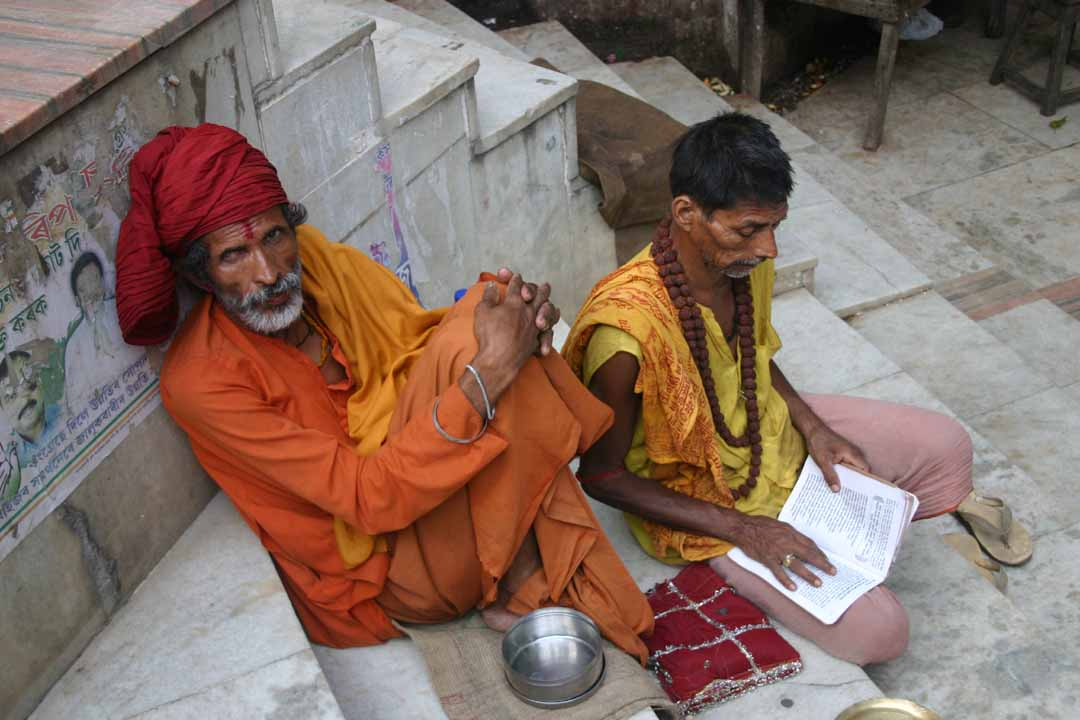
Садху зі своїм учнем в Ассамі, Індія.

Садху залучаються в різного роду духовні практики. Одні практикують суворі аскези, а інші — зосереджуються на молитвах, повторенні мантр або медитації.
Існує дві основні течії серед суспільства садху: Садху-шайвісти — аскети, що присвячують своє життя Шиві, і садху-вайшнави — прихільники Вішну і його аватарів, таких як і Крішна. Нечисленною групою в порівнянні з двома іншими є садху-шакті, прихільники богині Шакті, символу божественного жіночого початку. У цих основних течіях існує безліч дрібніших підтечій і груп, які слідують певним філософським школам або традиціям, сампрадаям.
Найбільша шайвістська сампрадая називається дашанамі — «десять імен»; під час церемонії духовного присвячення, садху цієї сампрадаї приймають одне з десяти імен. Вважається, що ця шайвістська сампрадая була заснована індуїстським філософом 8 століття Аді Шанкарою, хоча не існує повної і достовірної інформації про її виникнення і становлення. Вайшнавська сампрадая садху з найбільшою кількістю послідовників, що одночасно є найбільшою сампрадаєю садху в сучасній Індії, — Рамананді, яка, ймовірно, була заснована середньовічним вчителем бхакті на ім'я Рамананда.

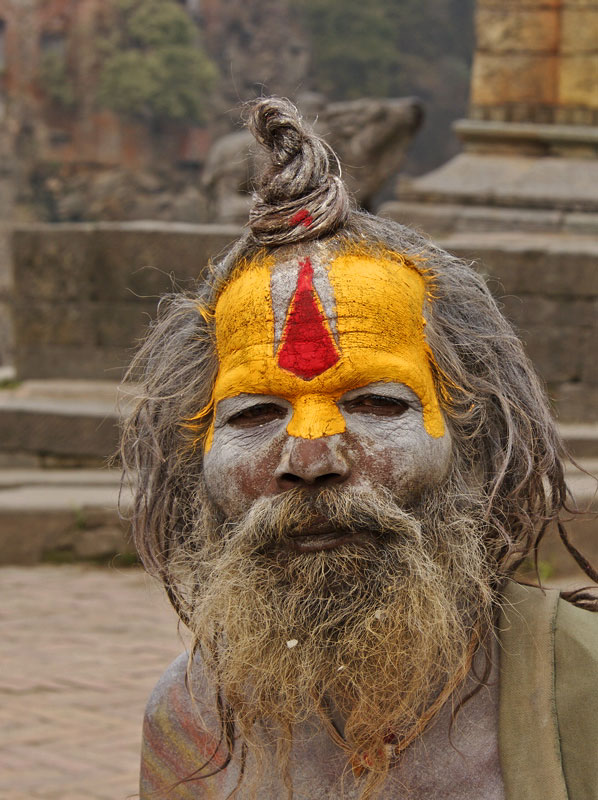
Нага-садху в храмі Пашупатінатх, Катманду, Непал.

Шайвістські садху відомі як санньясі — «ті, хто відкинули мирське життя», тоді як садху-вайшнави називають себе вайрагами або відреченими. Дані терміни відображають різні світогляди двох груп: філософія шайвістського аскетизму і зречення, багато в чому, суворіша і радикальніша за вайшнавську.
У світогляді шайвістських аскетів ключову роль грає повне відкидання миру і присвячення себе досягненню звільнення з круговороту самсари. Вайшнави, однак, воліють залишатися залученими в суспільство не-садху, здійснюючи служіння йому із співчуття.
Хоча садху, як правило, залишають свою касту після ініціації, їх походження надає вплив на ті секти, в які вони вступають; певні аскетичні групи, такі як данді в групі дашанамі, складаються в основному з брахманів за народженням, тоді як інші групи приймають до своїх лав членів будь-якої касти.
Існують також садху-жінки, які відомі як садхві. Часто, жінки, що стають на шлях зречення, це вдови, які живуть відокремленим життям в аскетичній обстановці. Багато хто почитав садхві як прояви Деві. У сучасній Індії ряд харизматичних садхві, такі як Амрітанандамаї, прославилися як релігійні вчителі.

## Вибір стати садху
Садху стають небагато людей. Ухвалення зречення є четвертою стадією в житті індуса, після проходження навчання як чернець-послушник (брахмачарі), сімейного життя (ґріхастхі) і стадію підготовки до зречення (ванапрастхі).
Садху ведуть важкий спосіб життя. Вважається, що садху померли для себе, і офіційно померли для Індії як її громадяни. Часто садху проходять через особливий ритуал, під час якого присутні на своїх власних похоронах, після чого вони приймають вчителя-гуру і слідують за ним протягом багатьох років, служачи йому і набуваючи від нього необхідного досвіду.
Хоча в класичній санскритській літературі індуїстської традиції, санньяса, або життя в зреченні, описується як четверта, кінцева стадія життя, послідовники багатьох течій приймають зречення в юності. Індуси, що виросли в брахманських сім'ях, в більшості випадків слідують традиційній системі і, перш ніж стати садху, живуть з сім'єю, вирощуючи своїх дітей. У окремих випадках, індуси вибирають життя садху, намагаючись позбавитися від важкого сімейного або фінансового стану, що опинився для них непосильним.
Перш ніж бути прийнятими до лав садху, кандидати часто проходять через певні ритуали, які різняться залежно від групи або течії. Зазвичай, садху отримує духовне присвячення від гуру, який дає учневі нове ім'я і визначену мантру, яку той повинен повторювати як частина медитативної практики. Гуру грає украй важливу роль в аскетичних традиціях, зазвичай його почитали на одному рівні з Брахмою, і служіння гуру, навіть найпростіше, розглядається як важлива духовна практика.

## Спосіб життя

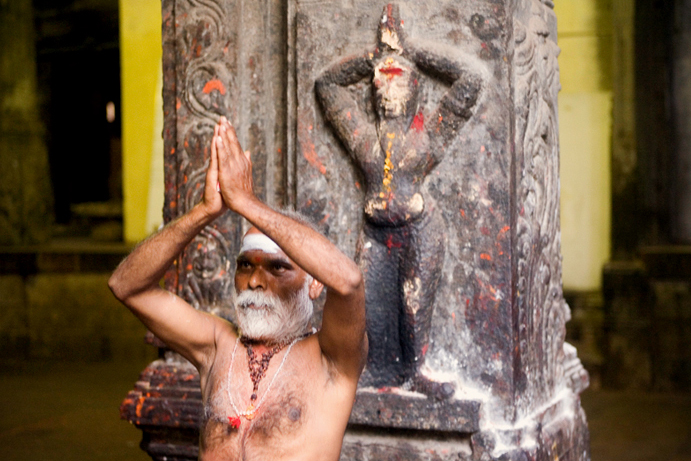
Садху здійснює намасте в одному з храмів Мадурая, Таміл-Наду.

Садху, що палить чарас.

Крайня аскетичність життя садху утримує багатьох від обрання цього шляху. Більшість садху починають день з обов'язкового уранішнього обмивання в холодних гірських водах. Після цього, садху збираються навколо священного вогню і починають свої щоденні молитви і медитацію.
Деякі садху займаються цілительством, прибирають пристріт і роздають благословення на весіллях. Простим індусам садху слугують повсякденним нагадуванням про духовне життя. Зазвичай садху дозволяється безкоштовний проїзд у громадському транспорті.
Під час фестивалю Кумбх-Мела, який проводиться раз на три роки в різних святих місцях паломництва індуїзму, величезна кількість садху разом з мільйонами інших паломників збираються разом зі всій Індії та інших країн. У 2007 році Кумбх-Мела відбулася в Аллахабаді, штат Уттар-Прадеш, зібравши близько 70 млн паломників і ставши найбільшими зборами людей на Землі.
Садху живуть в ашрамах і храмах у великих містах, в хатинах на околицях сіл, у печерах та віддалених від цивілізації місцях у горах. Інші справляють постійні прощі, невпинно переїздять з одного святого місця до іншого. Одні садху-гуру живуть з одним або двома учнями; інші — на самоті, або навпаки, великими громадами. Для одних, грає велику роль ототожнення себе як садху, братерство з іншими аскетами, тоді як інші не надають цьому особливого значення.
Суворість духовних практик, якими займаються сучасні садху, буває різних рівнів. Крім дуже невеликого числа садху, що займаються украй суворими аскезами — такими як стояння на одній нозі протягом багатьох років або виконання обітниці мовчання протягом десятиліть — більшість садху займаються простими духовними практиками, такими як поклоніння божествам, хатха-йога, пости тощо. Для багатьох садху, вживання гашишу та інших продуктів з коноплі має релігійне значення.
Садху займають особливе місце в індійському суспільстві, особливо в маленьких містах і селах, населення яких суворіше дотримується релігійних традицій індуїзму. Садху дають релігійні направи та благословляють простих людей, до садху часто звертаються за вирішенням суперечок між окремими людьми або сім'ями. Садху також розглядаються як втілення божественного, які втілюють дійсні цінності людського життя згідно зі світоглядом індусів: релігійне прояснення і звільнення з круговороту самсари (народження і смерті).
Хоча деякі групи садху мають власність, прибутки від якої підтримують їх існування, більшість живуть на пожертви простих людей. Повсякденними реаліями життя для багатьох садху є голод та злидні.

## Галерея

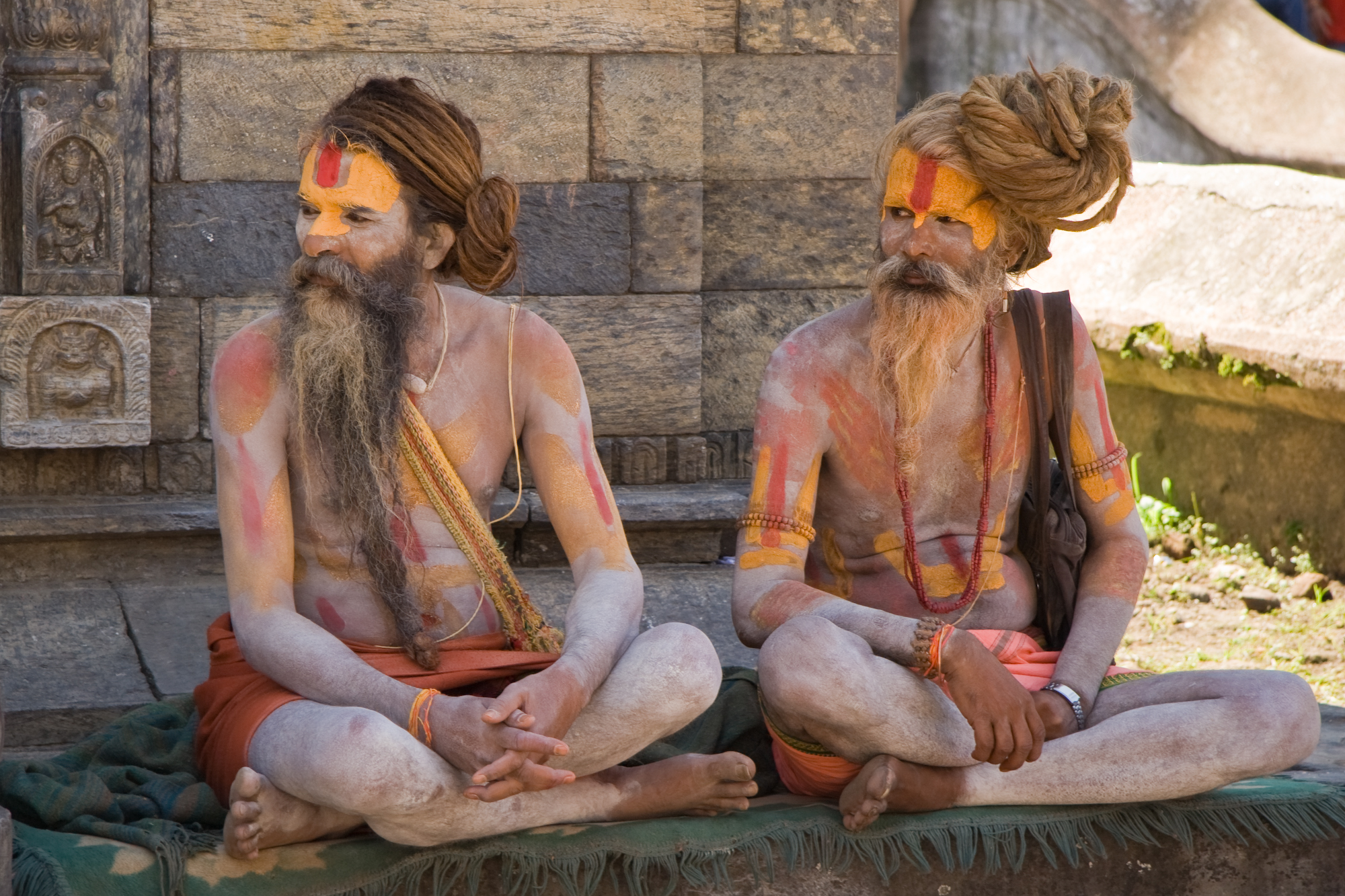
Два садху біля храму Пашупатінатх в Катманду, Непал.
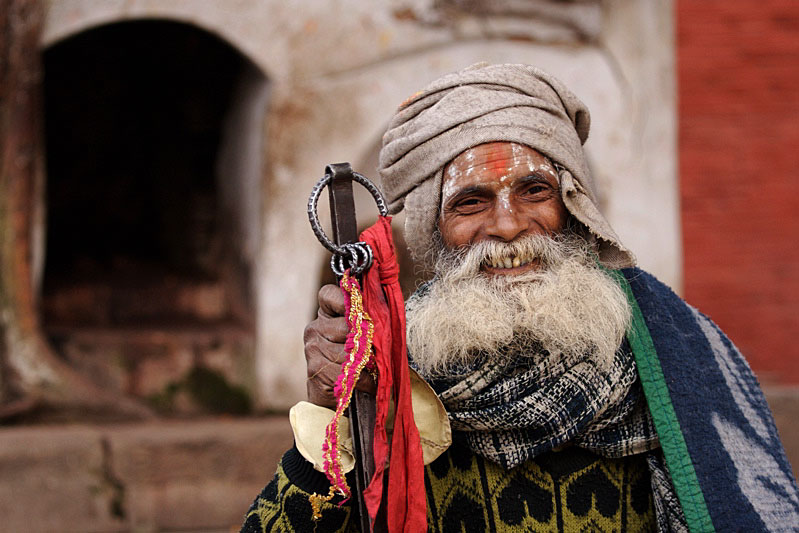
Садху у Катманду на площі Дурбар
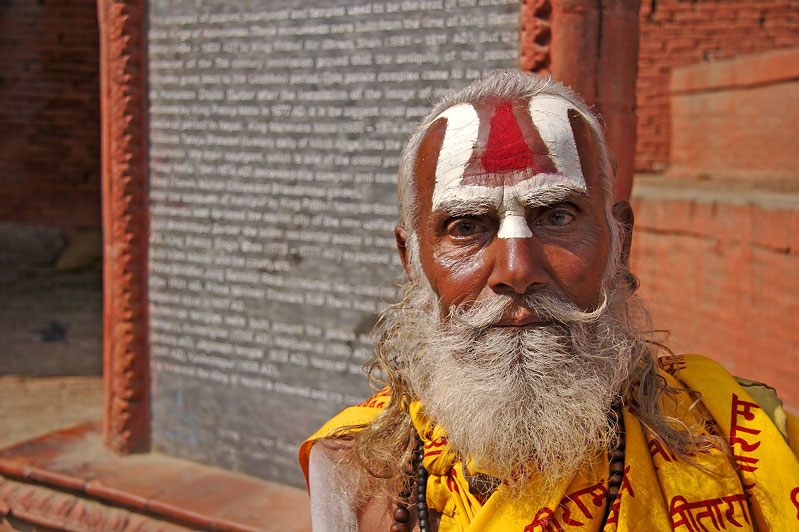
Садху у Катманду
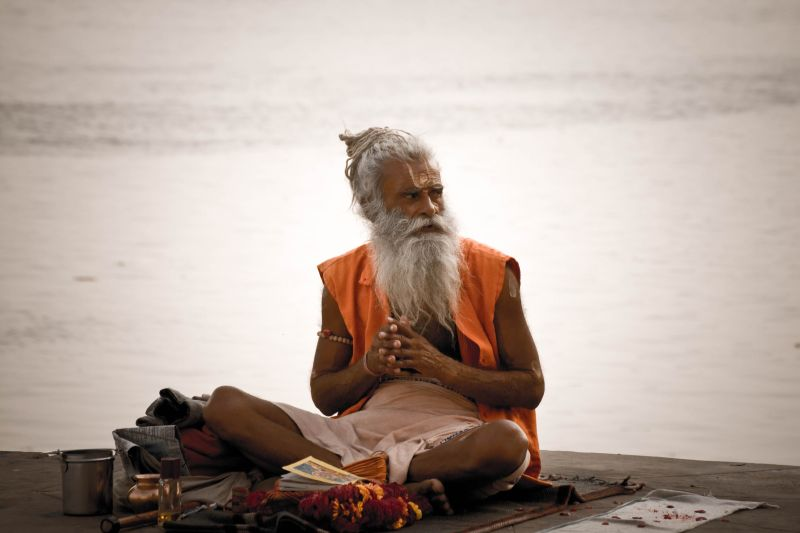
Садху на березі Ганга, у місті Варанасі, Індія.
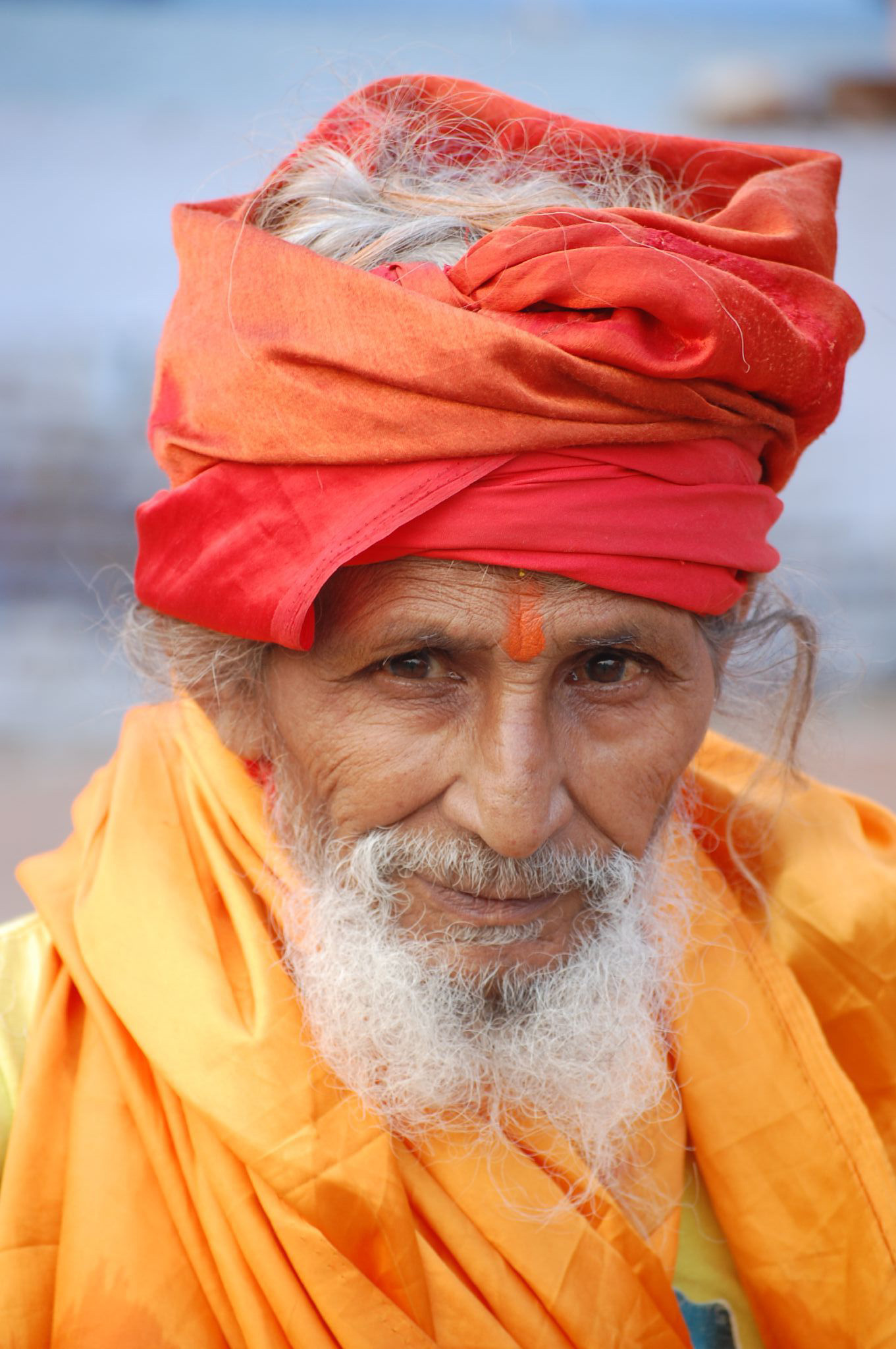
Садху з вулиць Агре, Індія.
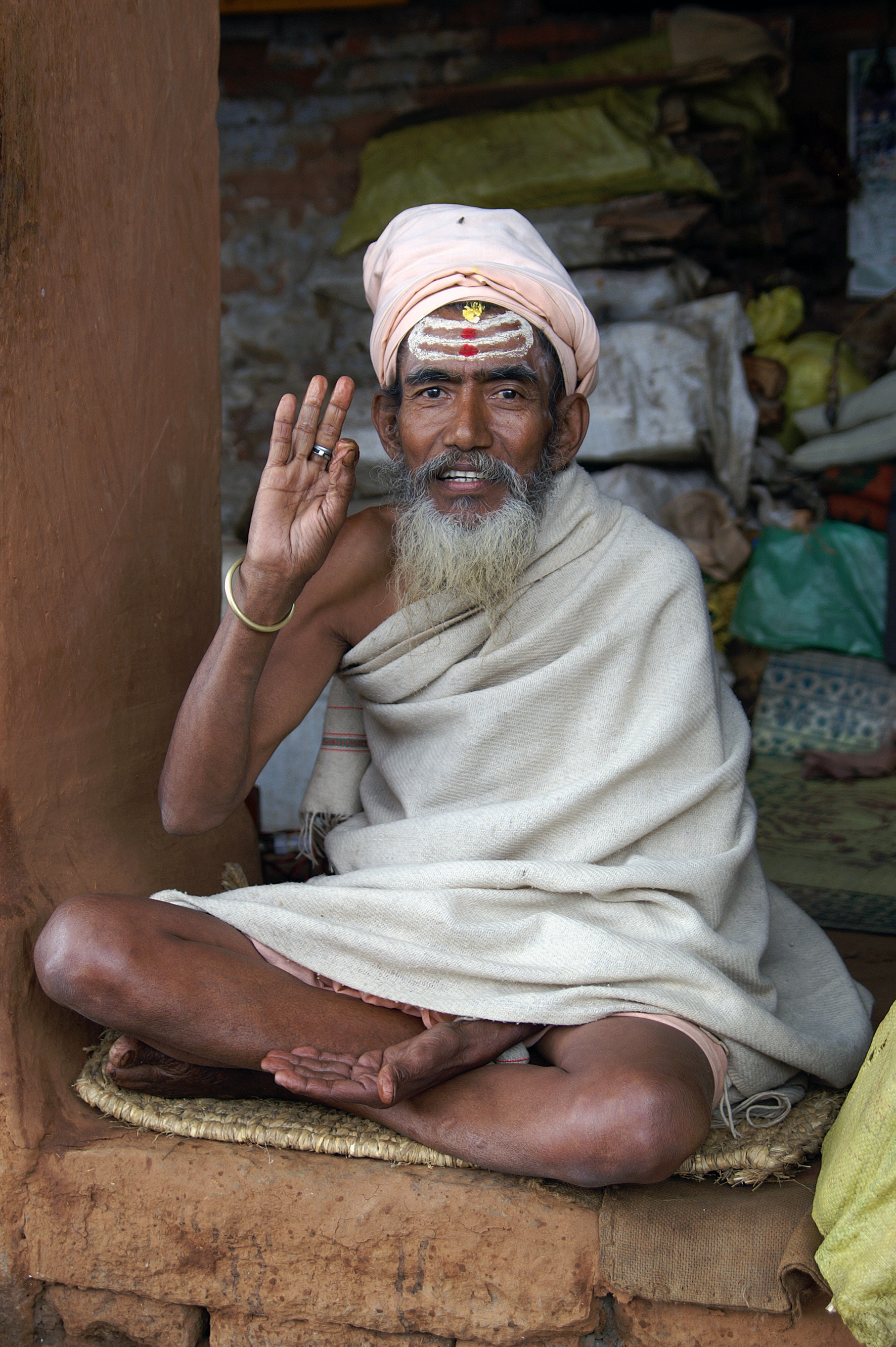
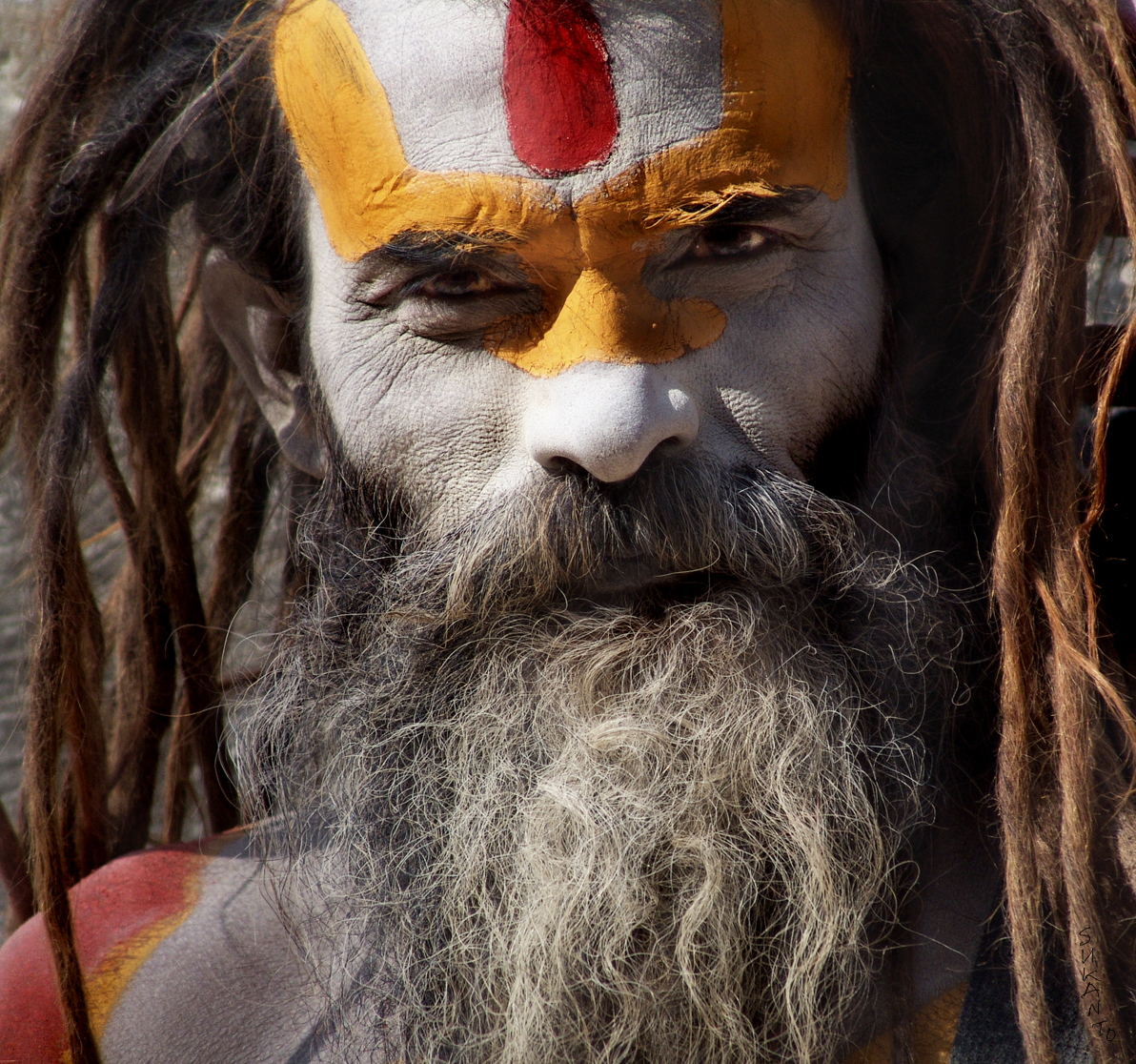
Садху в Катманду.
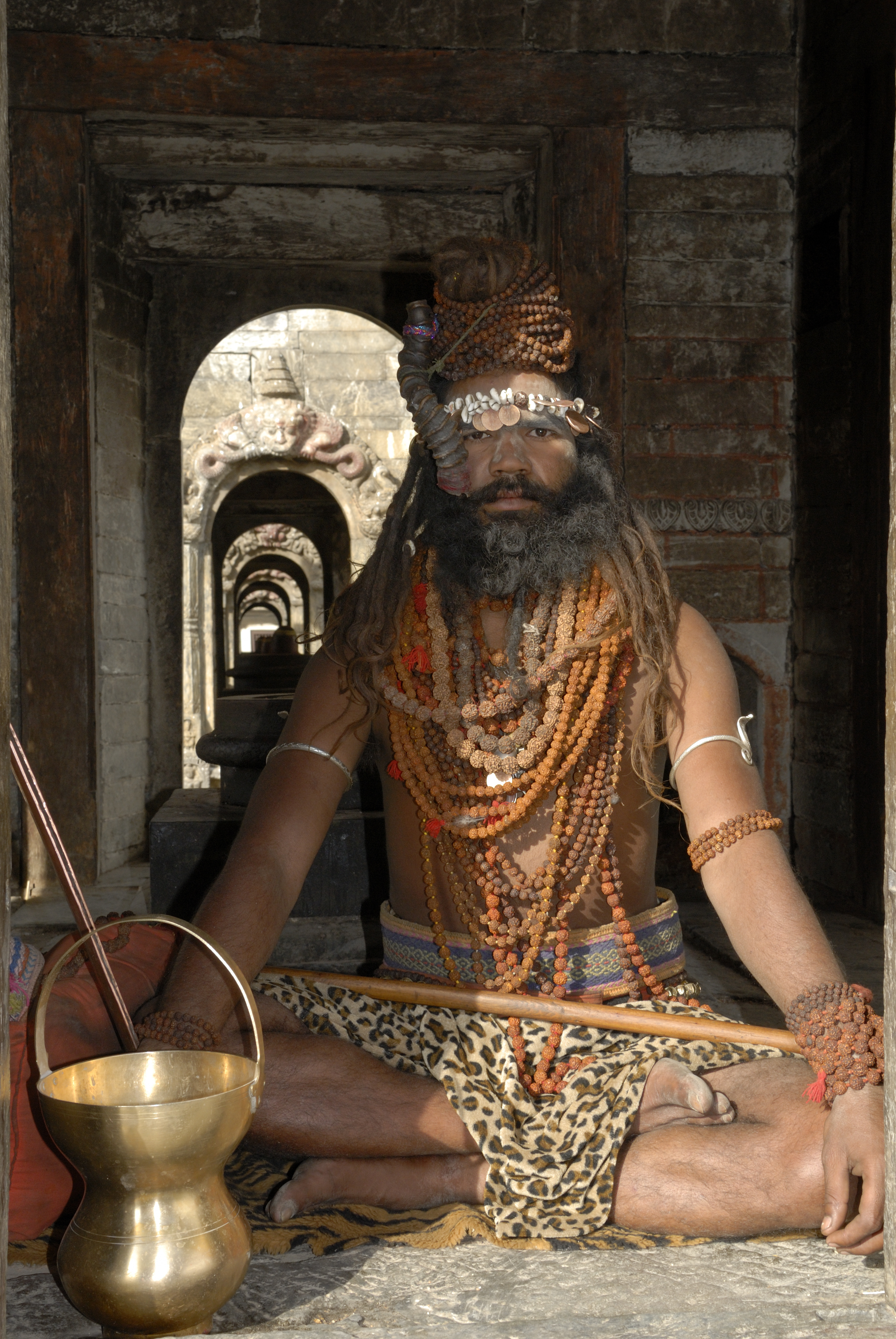
Садху в Пашупатинатх
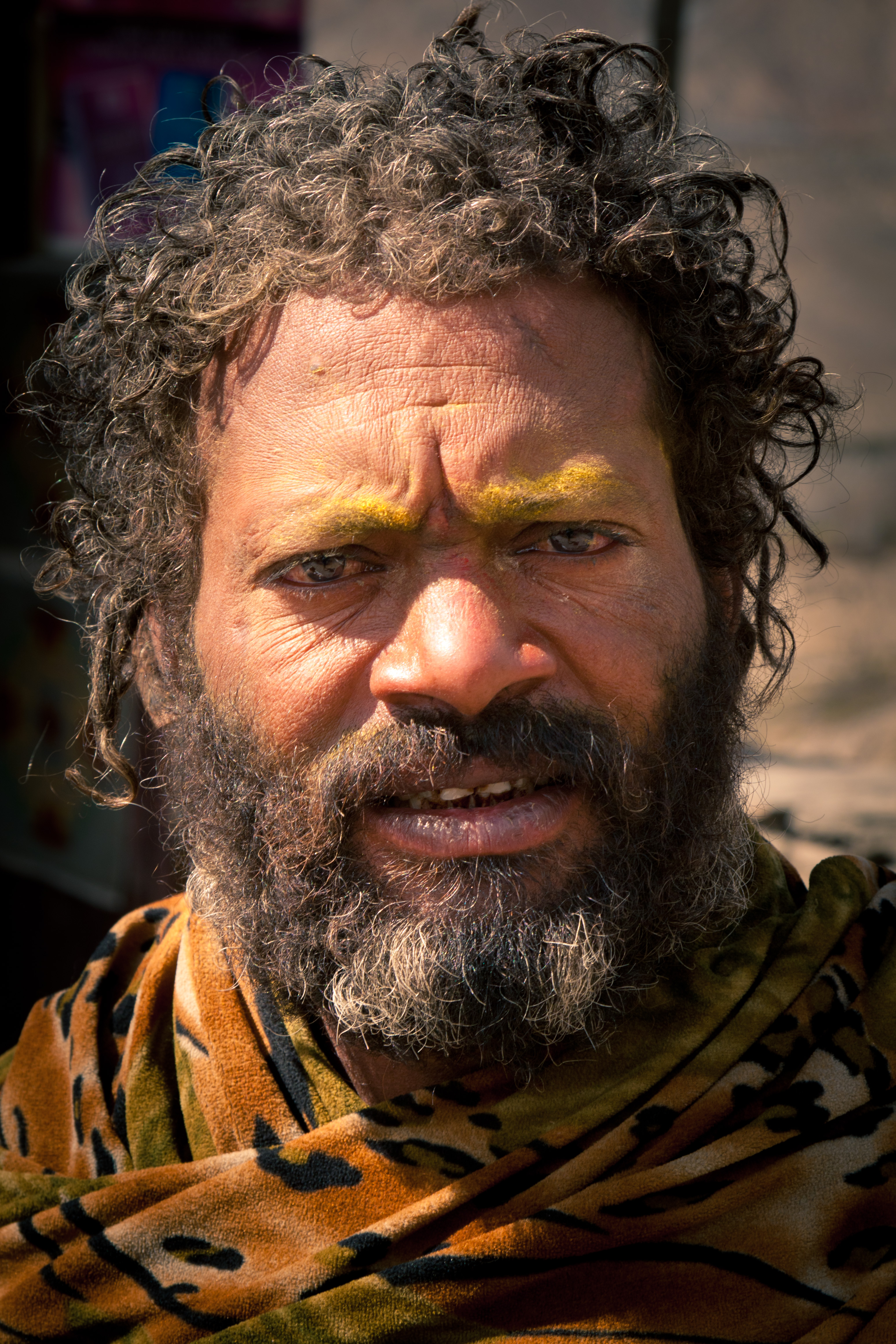
Садху в Муктінатх , Непал
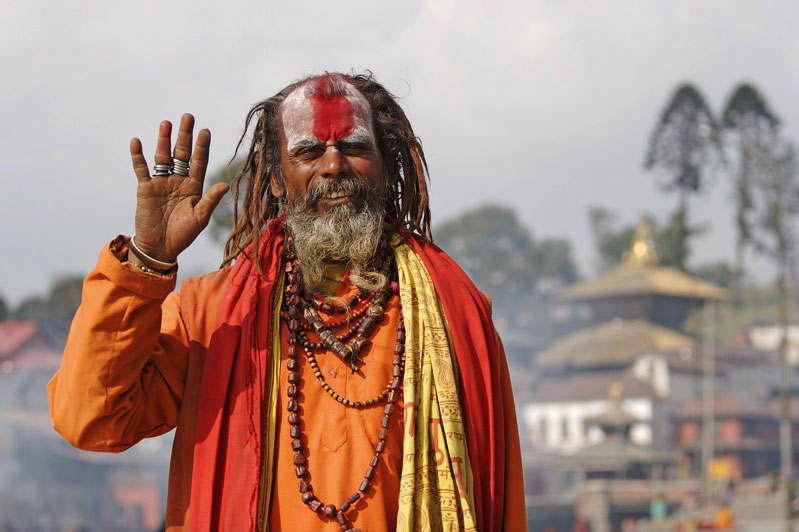
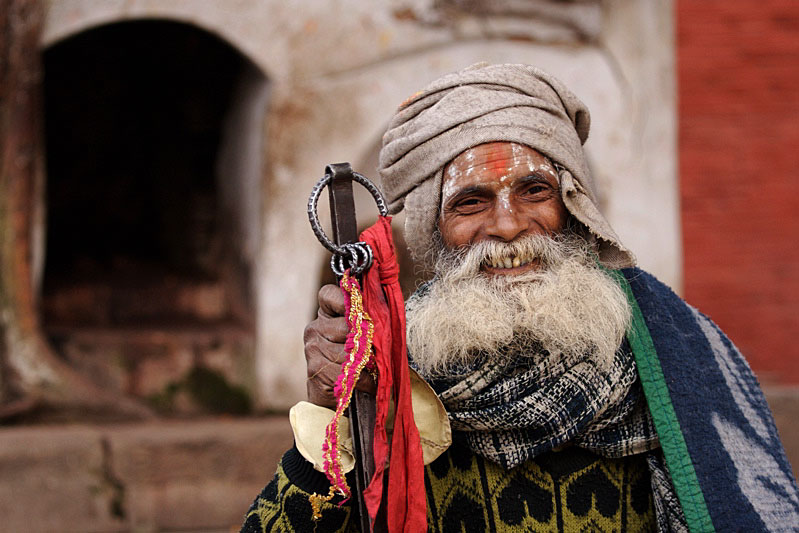
Садху в Дурбар, Катманду
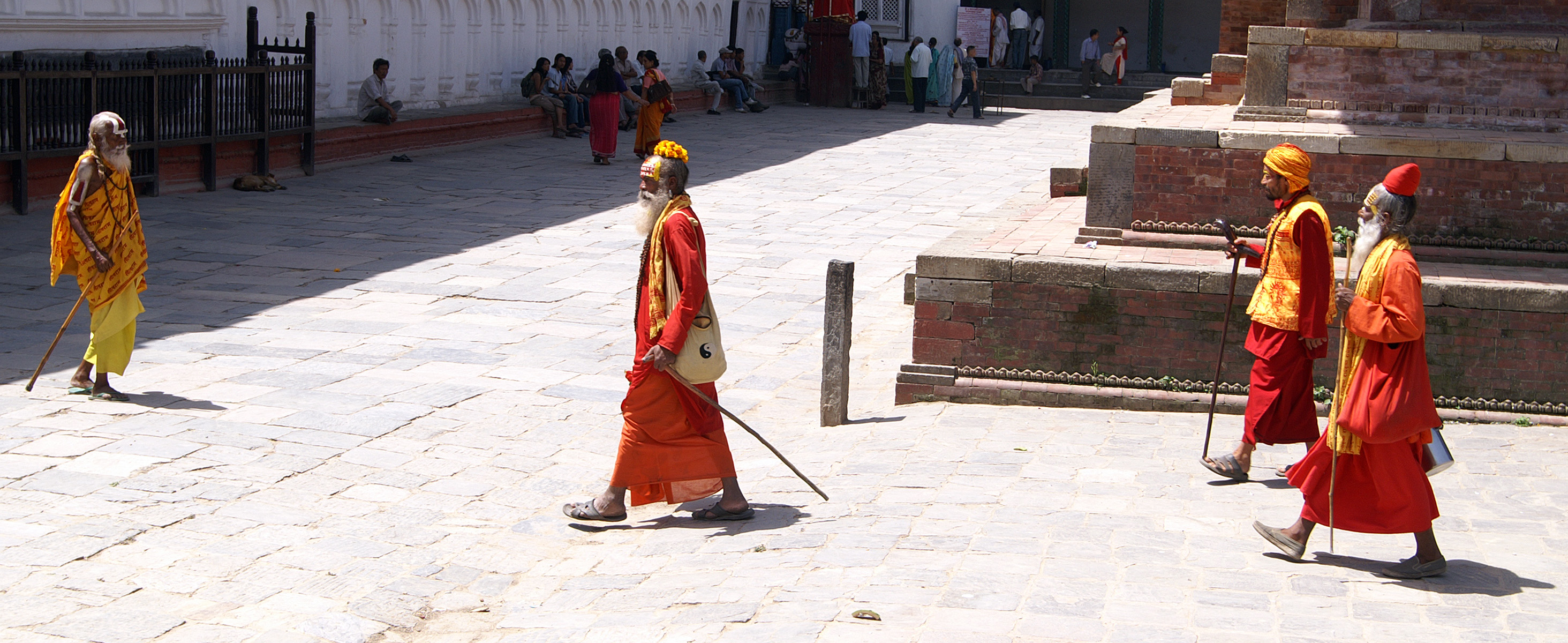
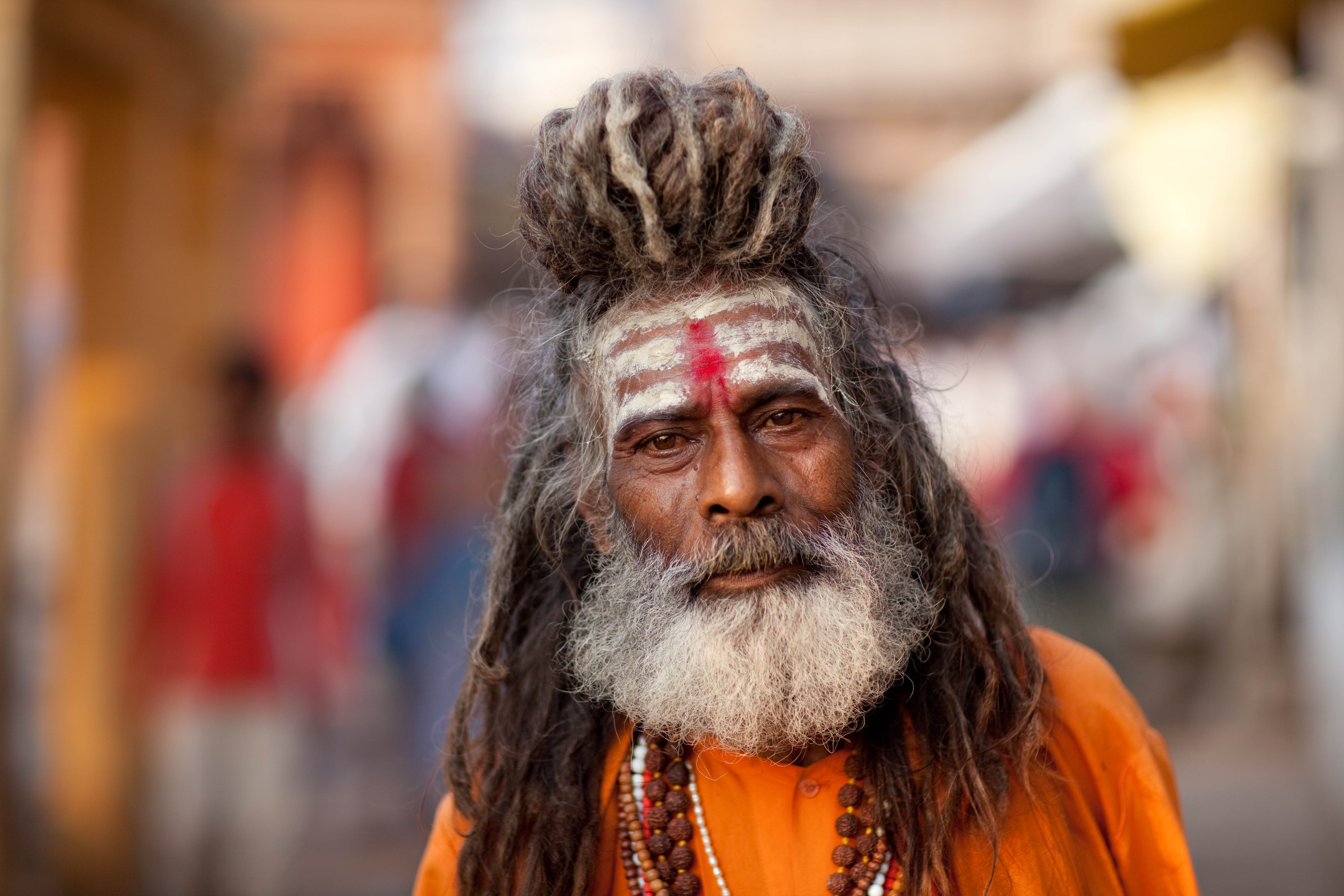
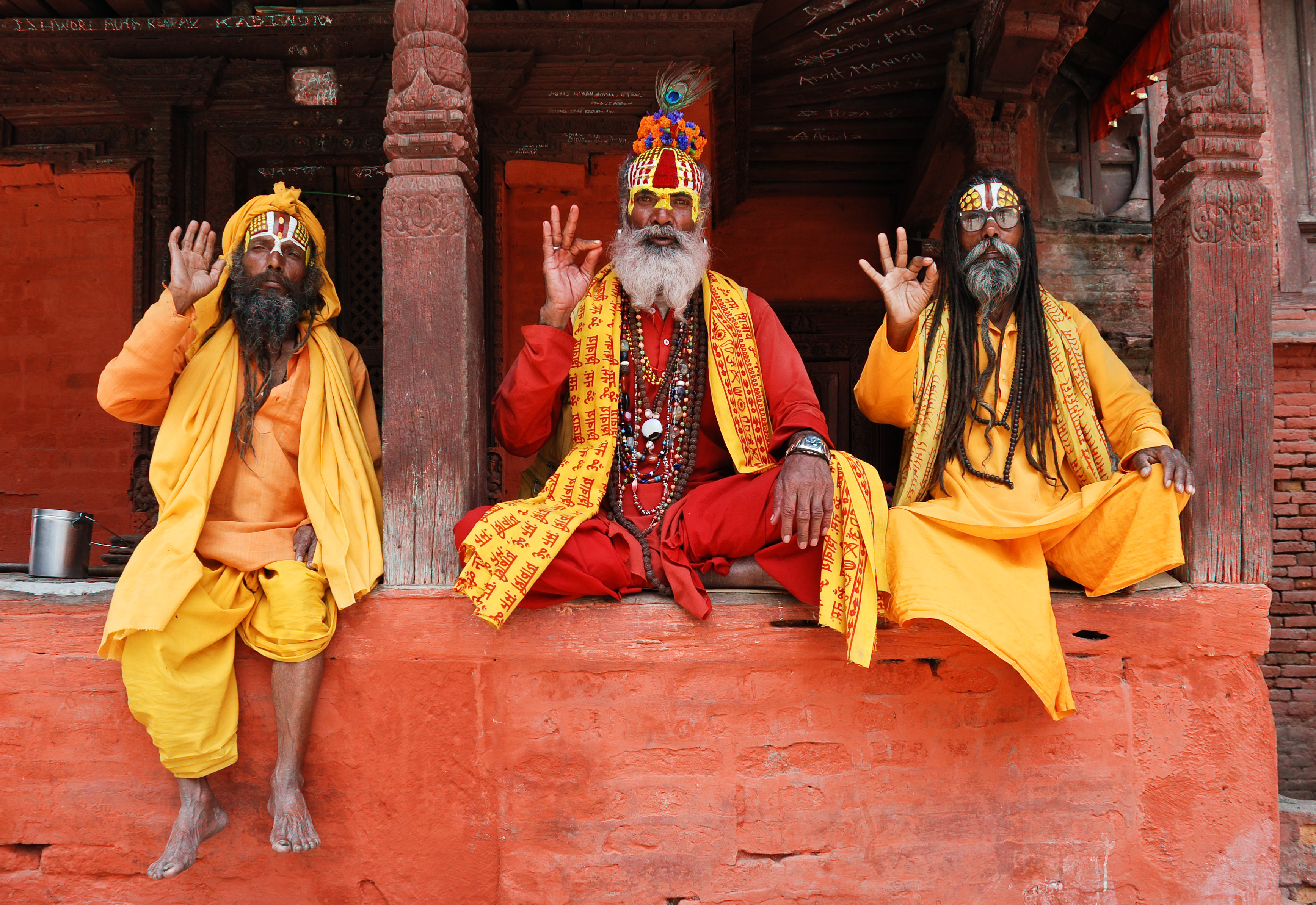
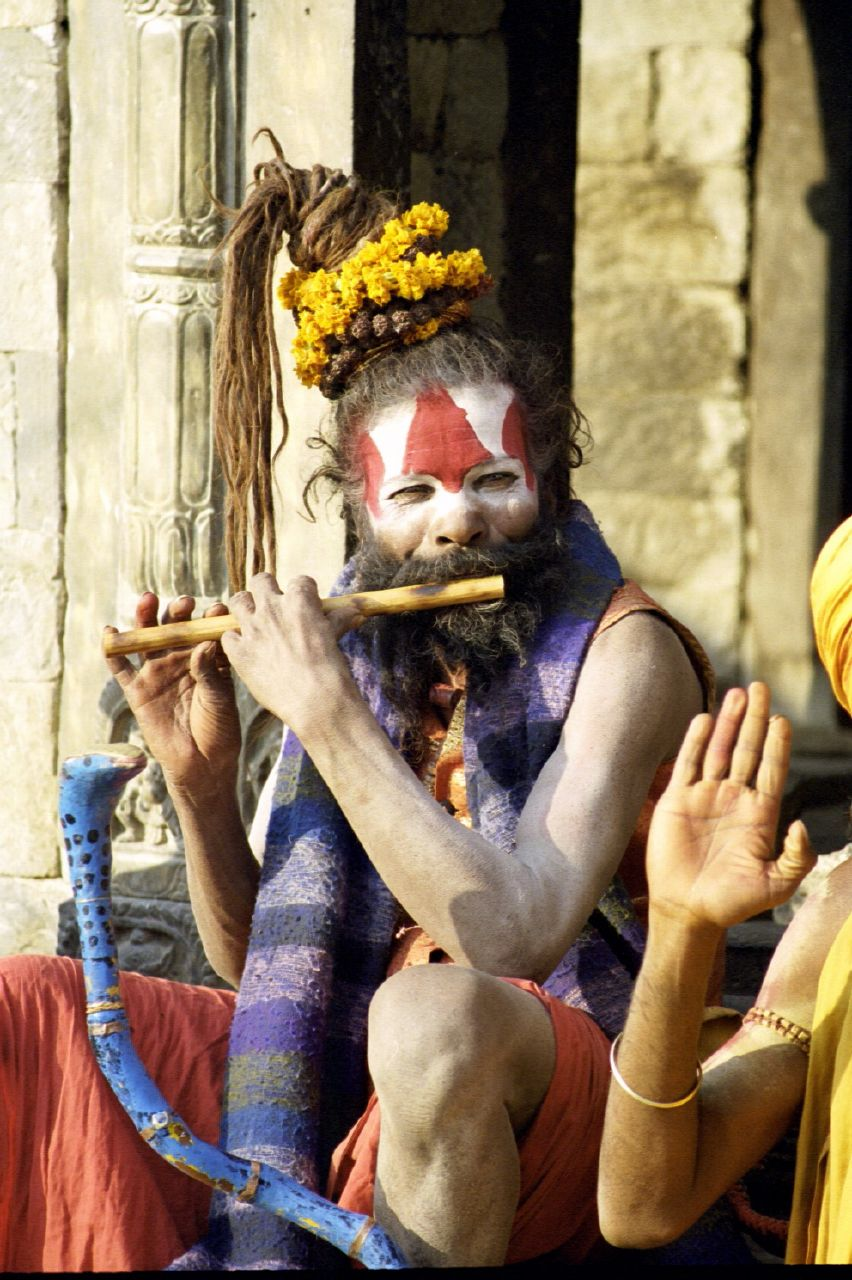
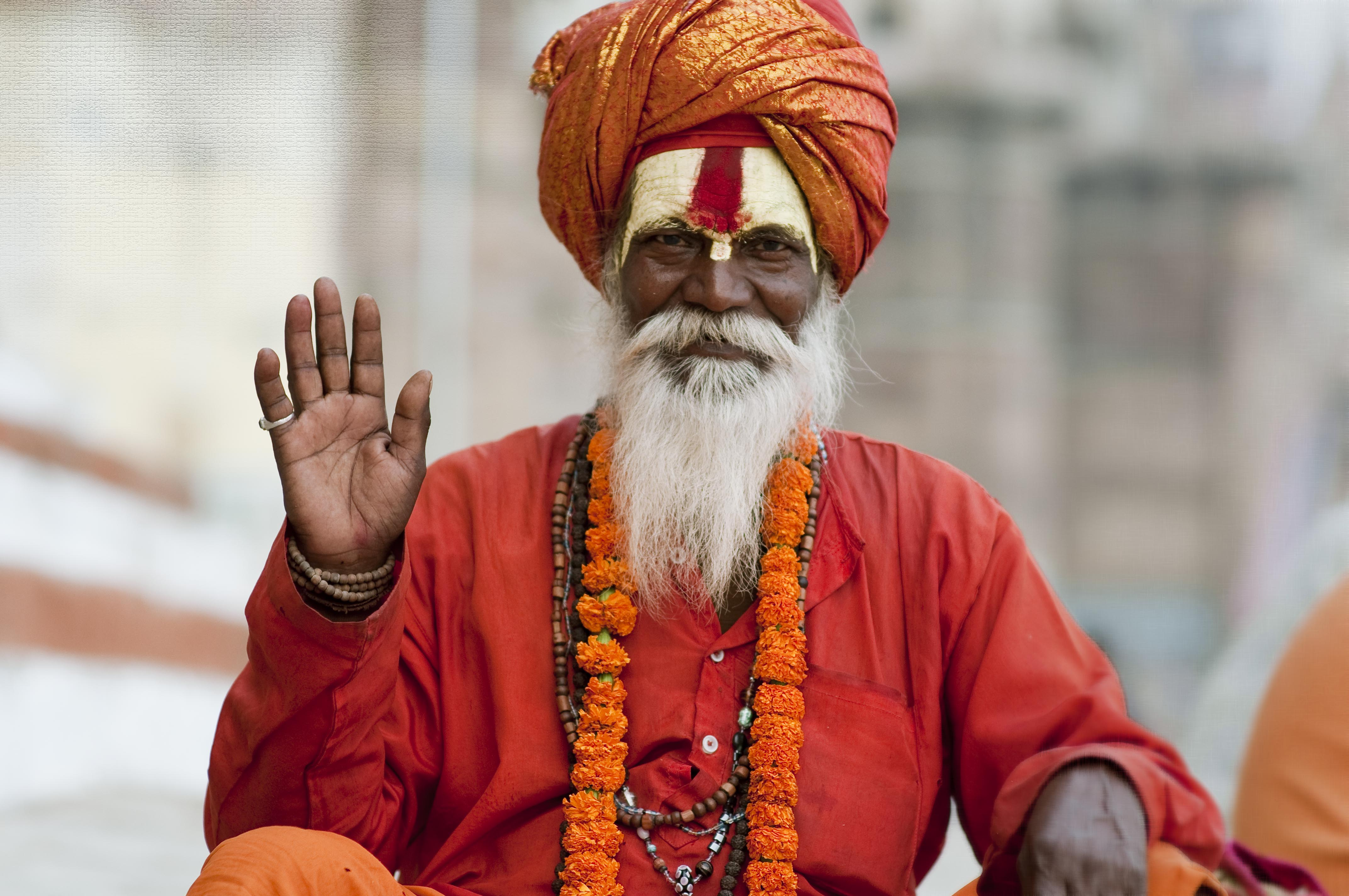
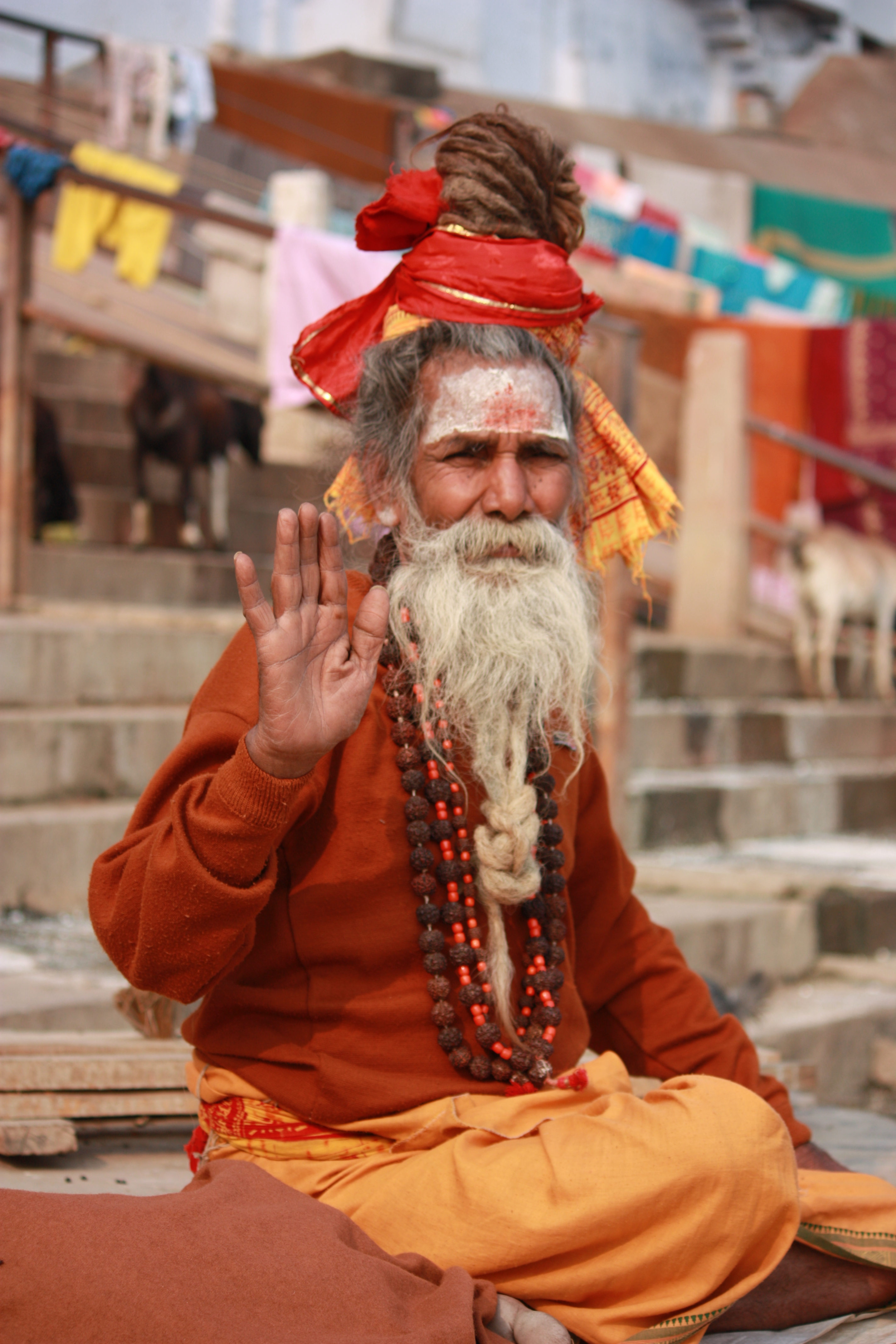
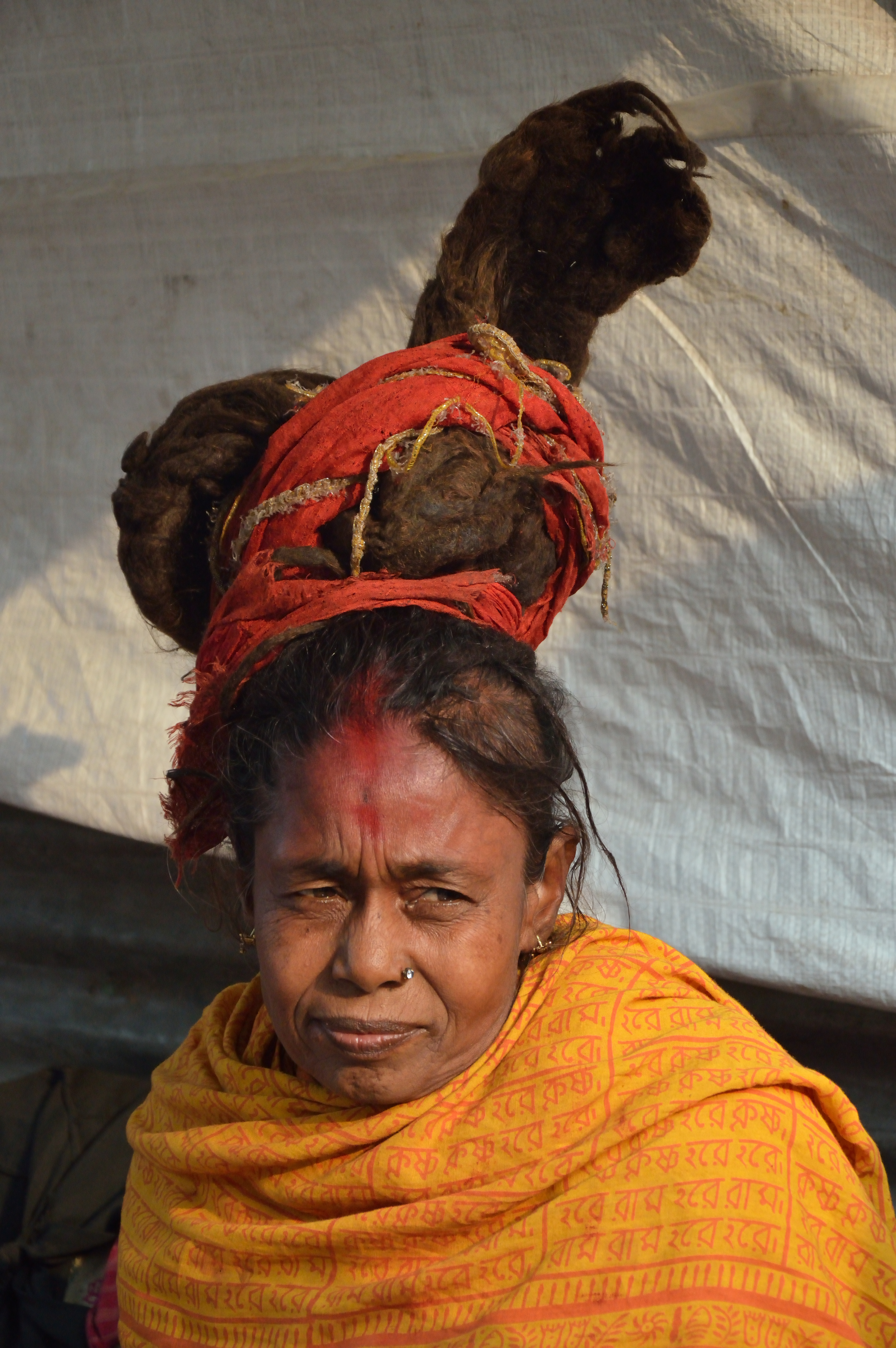
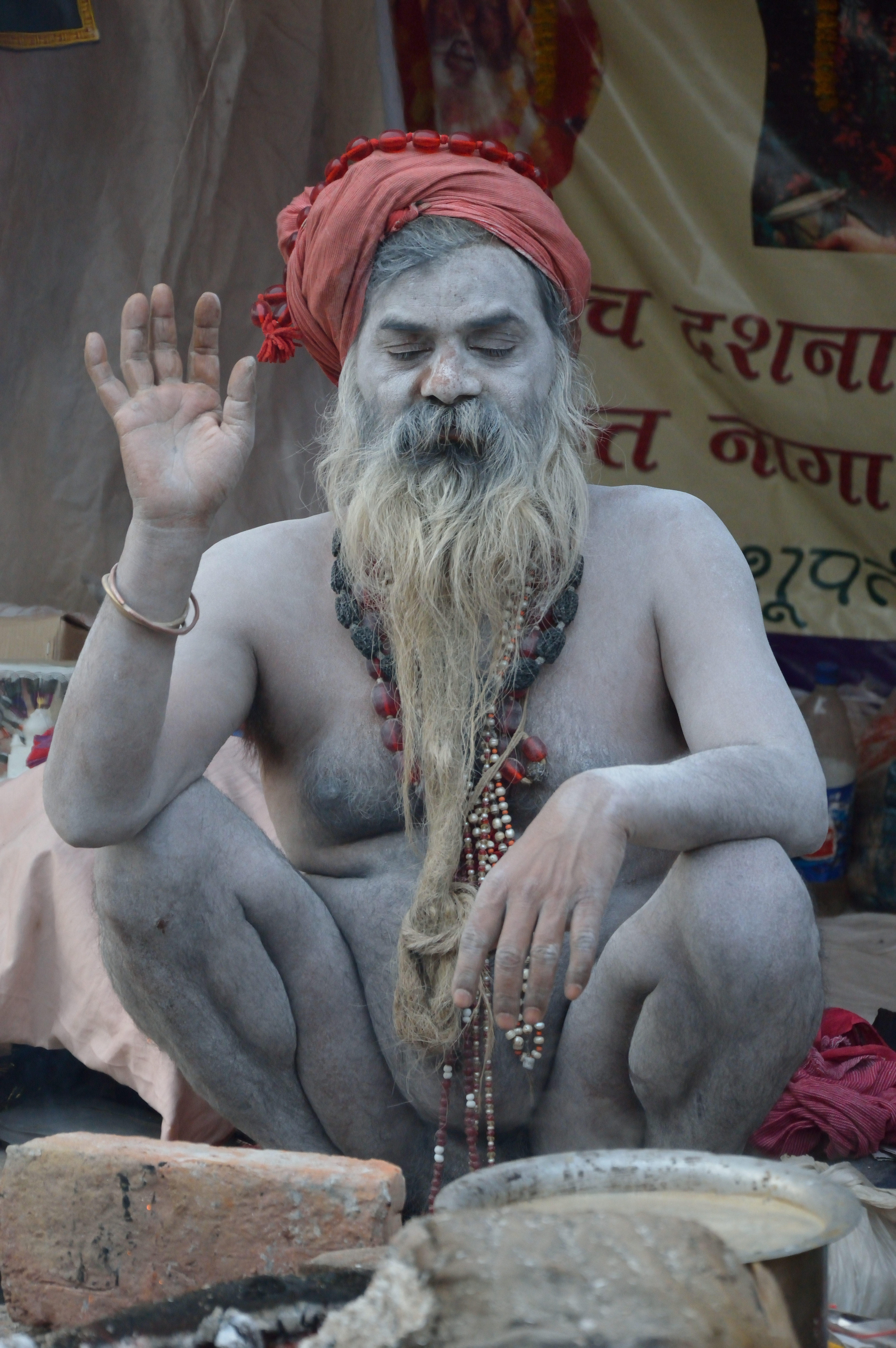
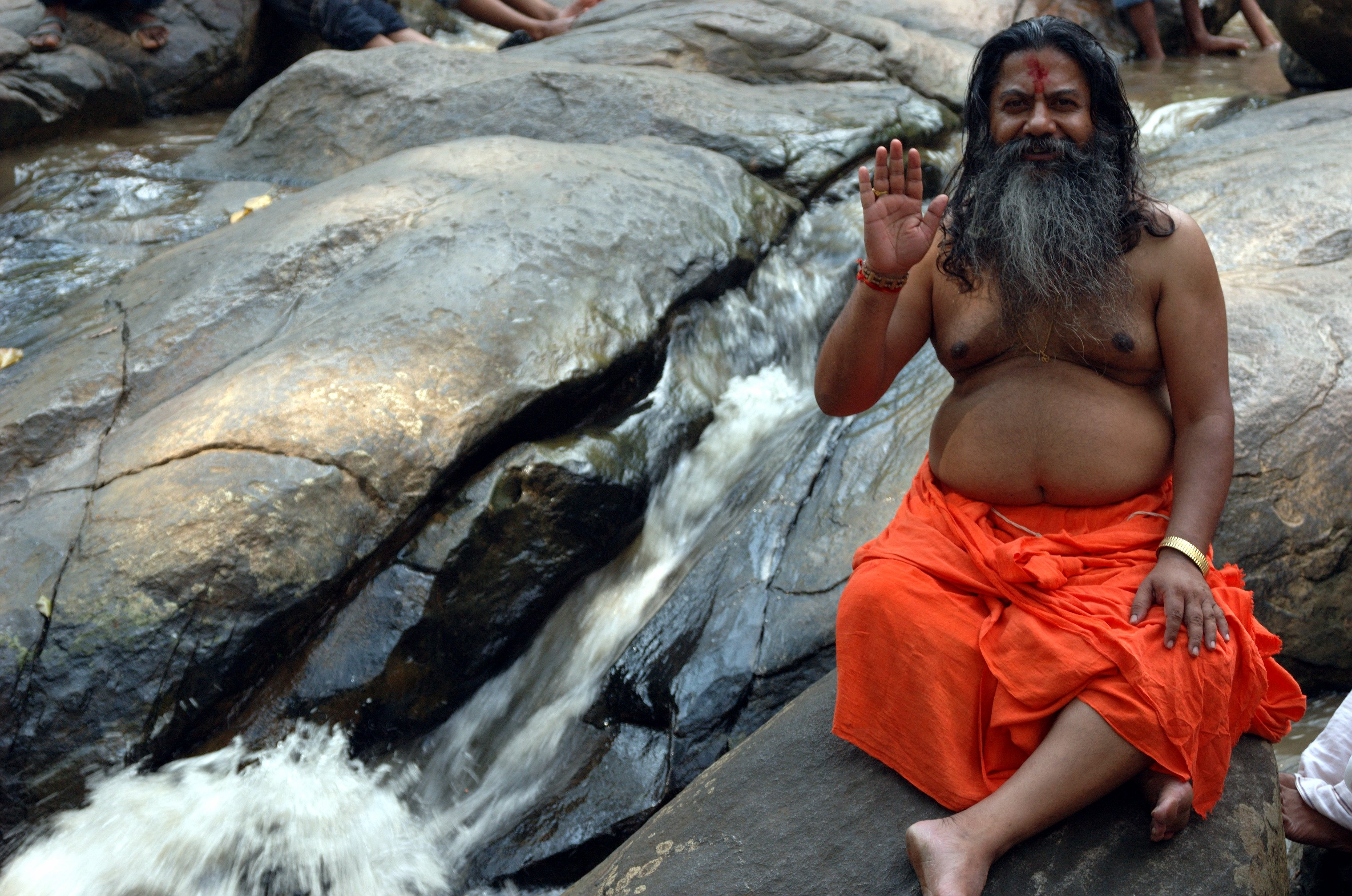
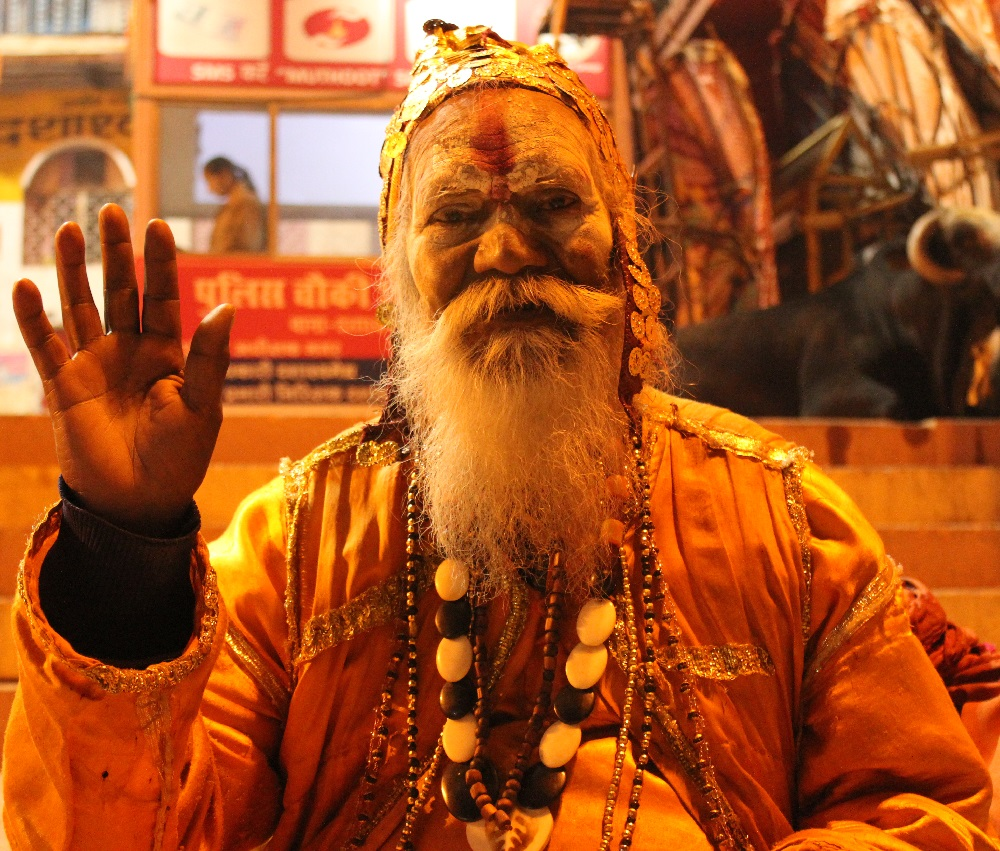

## Ресурси Інтернету
- Hindu Asceticism and the Sadhu (Holy Man)